# Megaspilus armatus
Megaspilus armatus är en stekelart som först beskrevs av Thomas Say 1836.  Megaspilus armatus ingår i släktet Megaspilus och familjen trefåresteklar. Inga underarter finns listade i Catalogue of Life.